# Текский дом
Текский дом, фон Тек (нем. von Teck) — младшая линия Вюртембергского дома.
В средние века Тек — маленькое герцогство в Швабии, названное по имени замка, был в увядшем, полуразрушенном состоянии, на данный период времени восстановлен. В начале XI в. Тек достался Берхтольду Церингенскому, внук которого Адальберт назывался с 1186 года герцогом фон Тек.
В последней четверти XIV века герцогство частью по наследству, частью покупкой перешло во владение Вюртемберга. Император Максимилиан I передал в 1493 году титул герцогов Текских герцогам Вюртембергским, которые сохраняли его до 1806 года.
В 1863 и 1870 годы дети герцога Александра Вюртембергского (1804—1885) от его морганатического брака с венгерской графиней Клаудиной Редеи фон Киш-Реде, именовавшейся с 1835 г. графиней Гогенштейн, получили звание вюртембергских князей фон Тек. В 1871 г. тогдашний глава этого дома князь Франц (нем. Franz von Teck‎; 1837—1900), женатый с 1866 года на внучке английского короля Георга III, дочери герцога Кембриджского принцессе Мэри, получил от короля вюртембергского, как старший в роду, герцогский титул. Его старшая дочь, принцесса Мария Текская, стала в 1893 году супругой наследника английского престола, герцога Йоркского, будущего британского короля Георга V, прибавив, таким образом, имя фон Тек к перечню официальных титулов британских монархов.
Во время Первой мировой войны члены семьи встали на сторону Великобритании. После того, как британская королевская семья отказалась от немецких титулов и изменила в 1917 году название на Виндзорскую, Текские сменили фамилию на Кембриджских. Кроме того, Адольф получил пэрский титул маркиза Кембриджского, а его брат Александр — графа Атлона. Сын последнего, принц Руперт, получил «титул учтивости» «виконт Трематон». Титул герцогов Текских был окончательно упразднён в Веймарской республике в 1919 году.

## Родословная
- Франц, герцог Текский (1837—1900) ∞ принцесса Мария Аделаида Кембриджская (1833—1897)
  - Мария Текская (1867—1953) ∞ Георг V
  - Адольф Кембридж, 1-й маркиз Кембриджский (1868—1927) ∞ Маргарет Гровенор (1873—1929)
    - Джордж Кембридж, 2-й маркиз Кембриджский (1895—1981) ∞ Дороти Изабел Вестерна Гастингс (1899—1988)
      - Мэри Уитли (1924—1999)

    - Виктория Констанс Мэри фон Тек, позже Кембридж (1897—1987) ∞ Генри Сомерсет, 10-й герцог Бофорт (1900—1984)
    - Елена Фрэнсис Августа фон Тек, позже Кембридж (1899—1969) ∞ полковник Джон Ивлин Гиббс (1879—1932)
    - Фредерик Чарльз Эдвард фон Тек, позже Кембридж (1907—1940)

  - Франц Текский (1870—1910)
  - Кембридж, Александр, граф Атлон (1874—1957)∞ Алиса, графиня Атлонская (1883—1981)
    - Мэри Абель Смит (1906—1994) ∞ Генри Абель Смит (1900—1993)
    -  Руперт фон Тек, позже Руперт Кембридж, виконт Трематон (1907—1928)